# Питцорно, Бьянка
Бьянка Питцорно (итал. Bianca Pitzorno, род. 12 августа 1942 года, Сассари, Италия) — итальянская писательница.

## Биография
Родилась 12 августа 1942 года на итальянском острове Сардиния. В детстве интересовалась фотографией и рисунком. После школы поступила в Университет Кальяри на филологический факультет, кафедра древних языков, однако диплом защитила только в 1968 году и уже по специальности "палеоэтнография". Параллельно с этим занималась кинокритикой, писала статьи для короткометражных фильмов, выступала на кинофестивале в Локарно в качестве члена Молодёжного жюри.
В 1968 году Питцорно переехала в Милан и поступила в Высшую школу социальных коммуникаций Католического университета Святого Сердца по специальности «кино и телевидение». Работала в Гражданской школе театрального искусства в качестве актёра озвучивания, затем — в телекомпании RAI, где разрабатывала сценарии телепередач для детей.
В 1970 году Бьянка Питцорно выиграла конкурс Швейцарских издателей для молодых читателей и издала свою первую книгу для детей («Il grande raduno dei cow boy»). С этого момента она стала писать постоянно. В 1991 году роман «Послушай моё сердце» стал известен за рубежом, переведён на другие европейские языки, в том числе и на русский. Первый тираж книги в Италии составил почти 300 тысяч экземпляров.
В последующие годы Бьянка Питцорно издала более пятидесяти своих произведений. Занималась переводами на итальянский язык классиков мировой литературы — книги Дж. Р. Р. Толкиена, Т. Янссон, Д. Гроссмана, С. Плат и других.
Бьянка Питцорно в 2000 году была назначена Послом доброй воли ЮНИСЕФ от Италии.

## Награды
- 1996 год — почётная степень педагогических наук Болонского университета.
- 1997 год — премия Ассоциации кубинских писателей.
- 2012 год — номинация на международную премию Ханса Кристиана Андерсена.

Премия Андерсена (Италия): 1985, 1986, 1988, 1992, 1995, 2001.